# Занзан
Занзан е един от 19-те региона на Кот д'Ивоар. Разположен е в североизточната част на страната. Граничи с Гана и Буркина Фасо. Площта му е 38 000 км², а населението, според преброяването през 2007, е приблизително 960 000 души. Столицата на региона е град Бондуку.
Регионът е разделен на три департамента – Бондуку, Буна и Танда.